# Yamawaro
Le yamawaro (山童, également désigné sous les termes yamawarawa ou yamawarau) est un groupe générique de yōkai, associés aux montagnes, dans le folklore de l'ouest du Japon, notamment dans la région de Kyūshū.

## Dénominations
Le terme yamawaro  et l’ensemble de ses variantes ont pour composante commune le terme yama (山) désignant la montagne. La seconde partie du nom de la créature, désigne généralement un être humain : 
- Le caractère 童 présent dans les noms yamawaro, yamawarawa et yamawarau, désigne un jeune enfant, un garçon. Il est à ce titre, également désigné sous le nom de yamantarō (山ん太郎) qui peut donner « Enfant de la montagne ».  Le terme possède une variante sous le nom de yamanwakkashi (山の若い衆 ; « jeune de la montagne »).
- Dans d’autres variantes, la créature est identifiée à un homme adulte, comme le nom yamanoji-yan (山の伯父やん ; « homme/oncle de la montagne »)[1] ou à un chauve, avec le nom yamanbō (山ん坊 ; « chauve de la montagne »).

Le yōkai étant largement distribué dans de nombreuses régions, son nom possède de nombreuses variantes : notamment dans la préfecture de Kumamoto, avec des termes comme yamanmon ou encore yamanto.
Le terme yamawaro peut également se lire avec les caractères 山𤢖, faisant historiquement référence à une créature provenant de la littérature chinoise, désignée en japonais sous le nom de sansō .

## Description
Selon le Wakan Sansai Zue, une encyclopédie sino-japonaise publiée lors de la période d’Édo, les yamawaro habiteraient les montagnes profondes de Kyūshū. Ils ont l’apparence d’un enfant d’une dizaine d’années, une chevelure longue d’une couleur brun rougeâtre, et un corps entièrement couvert de poils fins. Leur tronc est court, mais leurs jambes sont longues, leur permettant de se tenir debout. Ils seraient également capables de parler la langue humaine.  Le même livre (la version publiée par Kyōrindō) indique qu'il y a des yamawaro dans la province de Chikuzen (aujourd'hui préfecture de Fukuoka) et sur les îles Gotō, et qu'ils ont une apparence humaine avec une tête ronde, de longs cheveux roux qui atteignent leurs yeux, des oreilles pointues comme celles d'un chien, un œil au-dessus de leur nez, et ils mangent des crabes, du tokoro (une variété de dioscorea) et du kōzo (un hybride de deux espèces de broussonetia).
Des phénomènes tels que le tengu-daoshi (天狗倒し), des sons décrits comme ressemblant à celui d’un grand arbre qui tombe, sont considérés comme étant causés par les yamawaro eux-mêmes. Dans la préfecture de Kumamoto, en plus des histoires où ils produiraient des bruits d’arbres ou de rochers qui tombent, il existe également des récits où ils imiteraient des chansons humaines, ou encore des sons reproduisant le bruit d’un mokko, un outil en bambou ou en herbe tressée utilisé pour transporter des charges lourdes, qui déverse de la terre, voire le bruit d’explosions de dynamite. Dans certaines localités de la préfectures de Kumamoto, ces sons sont toujours attribuées aux tendus, malgré l'éloignement géographique. 
Dans la préfecture de Kumamoto, le folklore raconte que les yamawaro détestent les outils de marquage appelés sumitsubo (墨壺). En traçant une ligne à l’encre autour d’un chantier en montagne, on les empêcherait de s’approcher.
Ils sont également connus pour aider les bûcherons dans leur travail en montagne. En échange de leurs services, il est coutume de leur offrir de l’alcool ou des onigiri. Cependant, ces offrandes doivent exactement correspondre à ce qui a été convenu initialement, au risque de les mettre en colère. Mais il est également déconseillé de leur offrir leur récompense par avance au risque de les voir s’enfuir sans tenir leurs engagements.
Le folklore raconte qu’ils peuvent s’introduire dans des maisons pour utiliser les bains, laissant l’eau grasse et nauséabonde après leur passage,.

### Correspondances avec lekappa

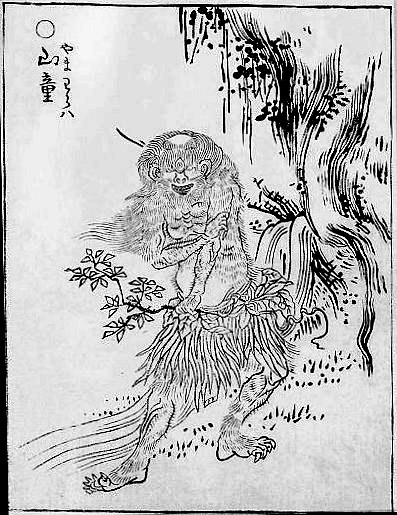
Illustration du « Yamawaro » tirée du Gazu Hyakki Yagyō par Toriyama Sekien.

À de nombreux égards, les yamawaro sont régulièrement associés aux folklores autour du kappa. Les deux yōkai partagent des similitudes dans leurs noms et les caractères utilisés : kappa (河童) et yamawaro (山童) ainsi que kawatarō (川太郎) et yamantarō (山ん太郎), qui désignent respectivement des enfants/garçons de la rivière et de la montagne.  
Certains traits comportementaux sont similaires : les kappa et les yamawaro aiment pratiquer le sumo ou jouer des tours aux bovins et aux chevaux.  
Dans de nombreuses régions de l’ouest du Japon, il existe des légendes où les kappa migrent vers les montagnes en automne pour devenir des yamawaro, avant de retourner dans les rivières au printemps :  
- Dans la région de Yoshino, dans la préfecture de Nara, les kawatarō deviennent des yamatarō à l’automne et redeviennent des kawatarō au printemps[5].
- Dans le district de Kuma, dans la préfecture de Kumamoto, les kawan-tarō et yaman-tarō échangent leurs rôles chaque année le 1er février, une date connue sous le nom de Tarō Tsuitachi (太郎朔日?)[6].
- Dans la ville de Minamata, dans la même préfecture, les garappa descendent des montagnes vers les rivières chaque année le 1er juin, une date appelée Kōri Tsuitachi (氷朔日?)[1].
- Dans la préfecture de Wakayama, les gaoro montent dans les montagnes en automne pour devenir des kashanbo et retournent dans les rivières au printemps[5].

Le folkloriste Kunio Yanagita a théorisé que cette alternance entre kappa et yamawaro reflète un lien avec les croyances anciennes sur les divinités de la montagne (yama-no-kami) et des champs (ta-no-kami). Ces transformations saisonnières pourraient également être associées aux migrations d’oiseaux, qui sont souvent entendus à ces périodes de l’année au Japon.  
Il est dit que lors de leurs déplacements entre les montagnes et les rivières, les kappa et les yamawaro voyagent en groupe à travers des passages appelés osaki (尾先). Ces passages, qui descendent des montagnes, sont considérés comme inadaptés à la construction de maisons. Si une maison est construite sur leur chemin, on raconte que les kappa et yamawaro se mettraient en colère et creuseraient des trous dans les murs. Par ailleurs, si quelqu’un tentait d’observer les yamawaro retournant dans les montagnes, il tomberait gravement malade.  
Dans la ville d’Omine, dans le district d'Aso, dans la préfecture de Kumamoto, les chemins empruntés par les yamawaro sont appelés toorisuji (通り筋).

## Représentations dans l’art
Les yamawaro apparaissent dans de nombreux emakimono  de l’époque d’Edo, tels que le Hyakkai Zukan et le Gazu Hyakki Yagyō. Ils y sont souvent représentés avec un bâton en main et un seul œil.